# Garbage Pail Kids
Garbage Pail Kids (traducció literal: Els xiquets del poal de brossa, emesa a TV3 com La colla de la brossa i a Canal Nou com La colla fematera; La pandilla basura a Espanya) és una sèrie de cromos produïda i distribuïda per la companyia Topps, llançades originalment en 1985 i dissenyades com una paròdia de les nines Cabbage Patch Kids creades per Xavier Roberts.
En cada cromo apareix la caricatura d'un personatge amb alguna anormalitat còmica o patint alguna fatalitat, amb un nom humorístic construït mitjançant un joc de paraules, com Alex Plosivo o César Noso. Algunes versions d'algunes targetes es van produir amb variacions pel que fa al nom, però les imatges es van mantenir intactes. Almenys, quinze sèries regulars es van publicar als Estats Units, encara que també van ser llançades en altres països. A més de la comercialització dels cromos es van distribuir altres productes relacionats. Així mateix es va realitzar una pel·lícula anomenada The Garbage Pail Kids Movie, estrenada el 1987, i una sèrie animada amb el mateix nom.

## Història
Els cromos de Garbage Pail Kids van nàixer el 1985 dels creatius de l'empresa Topps. Es tractava d'una idea compartida pels dibuixants Art Spiegelman i Mark Newgarden que, amb el dissenyador artístic John Pound i dirigits pel gerent Len Brown, van crear aquesta paròdia de les populars nines Cabbage Patch Kids, conegudes a Espanya com Las Muñecas Repollo.
Les Cabbage Patch Kids eren comercialitzades per l'empresa nord-americana Coleco i creades per l'artista i empresari Xavier Roberts. Les nines es van fer molt populars entre la jovenalla de la dècada de 1980, venent-se aproximadament uns 100.000.000 unitats. Va ser llavors quan l'empresa Topps va realitzar una paròdia extrema. Mentre que les Cabbage Patch Kids eren dolces i amoroses, els Garbage Pail Kids eren totalment desagradables i aterridors per al públic en general.
Una vegada llançada la col·lecció, Coleco va demandar a Topps per infracció de marca registrada, sol·licitud que posteriorment guanyarien. Finalment, van arribar a un acord en el qual l'empresa Topps accedia a redissenyar els croms de manera que no s'assemblaren tant a les Cabbage Patch Kids, per la qual cosa van haver de canviar l'aspecte dels personatges en les targetes. Els canvis incloïen un aspecte diferent en els dits, un front més alt, orelles més desenganxades i el disseny dels ninots havia de fer l'efecte d'haver estat fabricats amb un material més resistent (motiu pel qual els personatges d'aquestes targetes mostraven cicatrius i algunes deformacions en els seus rostres i cossos) per diferenciar-los encara més de les Cabbage Patch Kids (que eren joguets reals fabricats d'un material flexible).
A més, el 1987 es va llançar una pel·lícula als cinemes anomenada The Garbage Pail Kids Movie. En la pel·lícula es mostrava a uns quants personatges dels cromos que venien de l'espai exterior en la seua pròpia nau espacial (un poal de brossa) i eren els únics personatges que quedaven vius de la seua espècie. Després, es fan amics del protagonista de la pel·lícula i amb els seus propis vòmits i mocs cosien roba a les nits, que una adolescent rebel (l'amor platònic del xicon) venia com a dissenys seus.

## Èxit comercial
L'èxit dels cromos de Garbage Pail Kids va ser tan gran que es va estendre a altres continents com Europa, Àsia, Oceania i Amèrica. En altres països es van reeditar les sèries en els seus respectius idiomes. Els cromos es van comercialitzar a Finlàndia, Japó, Alemanya, Austràlia, Itàlia, Israel, Espanya, Rússia, Suècia, Regne Unit, i a Hispanoamèrica a l'Argentina, Brasil, Colòmbia, Xile Perú i Veneçuela.
També és destacable la popularitat de les targetes, de les quals entre 1985 i 1989 es van comercialitzar quinze sèries, amb un total de 622 figuretes més una serie B (que consistia en el canvi de nom del personatge però amb el mateix model), amb la qual el total de targetes va arribar a superar les 1.200.
A cada país on es distribuïen i col·leccionaven se'ls coneixia per un nom específic a causa de l'enorme divulgació i popularitat dels mateixos. A Argentina, Xile i Uruguai se li coneixien com Basuritas, a Equador, Colòmbia, El Salvador, Costa Rica, Veneçuela, Perú i Espanya La pandilla basura, a Brasil Gang do Lixo, a França Les Crados, a Alemanya Die Total Kaputten Kids, a Itàlia Gli Sgorbions i Kakkones, a Suècia Garbage Pail Kids, a Austràlia, Nova Zelanda i Regne Unit Garbage Gang, a Finlàndia Kaatiksen Kakarat, a Rússia Deti Otbrosi (Дети Отбросы), a Israel Havurat Ha'zevel, i al Japó Bukimi Kun.

## Controvèrsies

The Topps Company, Inc. va ser demandada perquè els cromos s'assemblaven a unes nines anomenades Cabbage Patch Kids.

Durant l'apogeu en la popularitat de la franquícia, a diverses escoles dels Estats Units es va prohibir portar els cromos. Ann Stirber, una mare de tres fills, va rebutjar la comercialització de les targetes i va criticar la forma en què els seus fills gastaven els diners en els cromos. Mentre que John Bennett, un director d'una escola als Estats Units, també va rebutjar la compra i venda de targetes en argumentar que "és degradant per als nens". Una de les principals preocupacions sobre la targetes era l'alt contingut inhumà que reflectien, amb xiquets esquarterats, ensangonats, decapitats i amb qualsevol altra deformitat o desproporció.
D'altra banda, la companyia Topps va ser demandada pels fabricants de les nines Cabbage Patch Kids per infracció de marca. Com a part de la solució extrajudicial, la companyia Topps va acordar modificar l'aparença de les targetes per eliminar la semblança entre els personatges.
El 21 d'agost de 1987 es va estrenar la pel·lícula basada en la franquícia, que rebé crítiques molt negatives. Així mateix, es va realitzar una sèrie d'animació de 13 episodis que anava a emetre's per Columbia Broadcasting System (CBS), sent produïda i dirigida per Bob Hathcock i co-escrita i desenvolupada per Flint Dille, però que mai s'emeté per l'oposició d'associacions de mares i pares. Tot i que la sèrie animada no va poder ser emesa als Estats Units, sí ho va fer en altres països com Espanya, Filipines, Islàndia, Israel i Regne Unit.
Per al 1988 les vendes s'havien reduït, i hi hagué una sèrie de targetes que mai va ser produïda íntegrament, denominada 16 (numeració empleada per descriure les sèries). El president de la companyia Topps, Arthur T. Shorin, va afirmar que la col·lecció presentava nous dibuixos però que mai no s'arribaren a imprimir.
A Mèxic està prohibit la importació i exportació d'aquest tipus de targetes, conforme a la Llei dels impostos generals d'importació i d'exportació, en el seu capítol 49, amb un esment específic per als Garbage Pail Kids. L'any 2021, hi hagué una nova polèmica per una paròdia que Juanjo Cuerda i Raúl Salazar feren a la revista El Jueves, on es caricaturitzava a diversos polítics de Vox com a personatges de la sèrie. Des del partit polític, van assenyalar a l'editor de la publicació, RBA, en twitter.